# فهرست قنات‌های شهرستان جغتای
جدول زیر براساس آمار وزارت جهاد کشاورزی تهیه شده‌است. فهرست زیر قنات‌های شهرستان جغتای در استان خراسان رضوی را نشان می‌دهد.
| نام قنات       | موقعیت                  | نزدیک‌ترین روستا | طول قنات (متر) | تعداد میله چاه | عمق مادر چاه | دبی (لیتر بر ثانیه) | سطح زیر کشت (هکتار) |
| -------------- | ----------------------- | --------------- | -------------- | -------------- | ------------ | ------------------- | ------------------- |
| آب بالا        | بخش مرکزی شهرستان جغتای | زرقان           | ۷۸۰            | ۰              | ۵            | ۲۰                  | ۲۰                  |
| آب قلعه        | بخش مرکزی شهرستان جغتای | زمند            | ۷۰۰            | ۰              | ۸            | ۲۵                  | ۴۰                  |
| آب ور          | بخش مرکزی شهرستان جغتای | زرقان           | ۱۵۰            | ۰              | ۷            | ۴                   | ۲                   |
| آزادوار        | بخش مرکزی شهرستان جغتای | آزادوار         | ۲۸۰۰           | ۱۳۰            | ۳۵           | ۵۰                  | ۸۰                  |
| آق تپه         | بخش مرکزی شهرستان جغتای | دستوران         | ۳۰۰۰           | ۷۰             | ۲۰           | ۲۰                  | ۲۰۰                 |
| آق قایه        | بخش مرکزی شهرستان جغتای | دستوران         | ۳۸۰            | ۰              | ۳            | ۱۵                  | ۲۰                  |
| آق قرپاق       | بخش مرکزی شهرستان جغتای | دستوران         | ۹۸۰            | ۰              | ۵            | ۴۰                  | ۷۰                  |
| آقامحمد        | بخش مرکزی شهرستان جغتای | زمند            | ۲۸۰            | ۰              | ۶            | ۵                   | ۸                   |
| اآباد          | بخش مرکزی شهرستان جغتای | اآباد           | ۳۰۰۰           | ۴۷             | ۴۰           | ۷۰                  | ۵۰                  |
| ابدرویی        | بخش مرکزی شهرستان جغتای | دستوران         | ۵۰۰            | ۱۶             | ۱۲           | ۱۵                  | ۸                   |
| ابران          | بخش مرکزی شهرستان جغتای | دستوران         | ۴۰۰            | ۲۰             | ۱۰           | ۳۵                  | ۲۰                  |
| ابوچناری       | بخش مرکزی شهرستان جغتای | ابوچناری        | ۷۰۰            | ۷۰             | ۲۳           | ۱۰                  | ۱۵                  |
| ازبک           | بخش مرکزی شهرستان جغتای | فریمانه         | ۲۵۰            | ۰              | ۷            | ۱۰                  | ۸                   |
| اسلام‌آباد      | بخش مرکزی شهرستان جغتای | جبله            | ۵۰۰            | ۱۲             | ۱۰           | ۱۰                  | ۱۰                  |
| اسیادهی        | بخش مرکزی شهرستان جغتای | زرقان           | ۳۰۰            | ۱۰             | ۱۰           | ۱۵                  | ۵                   |
| الهی           | بخش مرکزی شهرستان جغتای | حیله            | ۱۰۷            | ۰              | ۸            | ۳                   | ۴                   |
| الوگرد         | بخش مرکزی شهرستان جغتای | ابوچناری        | ۷۰۰            | ۳۰             | ۲۰           | ۲۵                  | ۲۵                  |
| امامزاده       | بخش مرکزی شهرستان جغتای | گفت             | ۳۲۰            | ۰              | ۴            | ۵                   | ۱۰                  |
| انبو           | بخش مرکزی شهرستان جغتای | حیله            | ۲۵۰            | ۰              | ۷            | ۳                   | ۶                   |
| اوران          | بخش مرکزی شهرستان جغتای | دستوران         | ۸۵۰            | ۰              | ۸            | ۳۰                  | ۷۰                  |
| اکبرآباد       | بخش مرکزی شهرستان جغتای | جبله            | ۲۰۰            | ۱۰             | ۱۵           | ۳۰                  | ۵                   |
| باغ بالا       | بخش مرکزی شهرستان جغتای | زمند            | ۳۱۰            | ۰              | ۶            | ۵                   | ۱۰                  |
| باغستان        | بخش مرکزی شهرستان جغتای | زرقان           | ۸۲۰            | ۰              | ۶            | ۲۰                  | ۲۲                  |
| باغی           | بخش مرکزی شهرستان جغتای | زمند            | ۲۸۰            | ۰              | ۷            | ۵                   | ۸                   |
| باهون          | بخش مرکزی شهرستان جغتای | کهنه            | ۱۵۰            | ۰              | ۷            | ۱۰                  | ۱۵                  |
| بزغاله کش      | بخش مرکزی شهرستان جغتای | دستوران         | ۴۰۰            | ۰              | ۵            | ۱۰                  | ۲۰                  |
| بستالو         | بخش مرکزی شهرستان جغتای | جبله            | ۲۵۰            | ۱۵             | ۱۵           | ۴                   | ۶                   |
| بناوندر        | بخش مرکزی شهرستان جغتای | گفت             | ۱۰۰۰           | ۱۲             | ۰            | ۶                   | ۳۰                  |
| بناوندر        | بخش مرکزی شهرستان جغتای | گفت             | ۵۰۰            | ۸              | ۱۵           | ۳۰                  | ۲۵                  |
| بناوندرپائین   | بخش مرکزی شهرستان جغتای | گفت             | ۵۰۰            | ۳              | ۵            | ۱۰                  | ۵                   |
| بهمن دره       | بخش مرکزی شهرستان جغتای | زرقان           | ۱۰۰۰           | ۲۰             | ۲۰           | ۳۰                  | ۳۰                  |
| تشبان          | بخش مرکزی شهرستان جغتای | زرقان           | ۱۰۰            | ۲              | ۲۰           | ۱۰                  | ۳۰                  |
| ته آب          | بخش مرکزی شهرستان جغتای | کهنه            | ۲۶۵            | ۰              | ۵            | ۱۰                  | ۱۵                  |
| توشی           | بخش مرکزی شهرستان جغتای | جغتای           | ۶۰۰            | ۲۲             | ۱۱           | ۲۰                  | ۱۰                  |
| جبله           | بخش مرکزی شهرستان جغتای | جبله            | ۳۰۰            | ۲۰             | ۲۵           | ۱۰                  | ۳۰                  |
| جدید           | بخش مرکزی شهرستان جغتای | جبله            | ۴۰۰            | ۲۰             | ۲۵           | ۹                   | ۲۰                  |
| جوزآخوند       | بخش مرکزی شهرستان جغتای | زمند            | ۳۱۰            | ۰              | ۷            | ۵                   | ۱۰                  |
| جوشنه بالا     | بخش مرکزی شهرستان جغتای | ارگ             | ۳۵۰            | ۰              | ۵            | ۲۷                  | ۲۸                  |
| جوشنه پائین    | بخش مرکزی شهرستان جغتای | ارگ             | ۳۸۰            | ۰              | ۸            | ۳۰                  | ۳۲                  |
| حاج برات       | بخش مرکزی شهرستان جغتای | فریمانه         | ۲۵۰            | ۰              | ۶            | ۱۰                  | ۱۱                  |
| حاج علی        | بخش مرکزی شهرستان جغتای | دستوران         | ۳۵۰            | ۰              | ۴            | ۱۰                  | ۲۰                  |
| حاجی‌آباد       | بخش مرکزی شهرستان جغتای | جبله            | ۱۰۰۰           | ۱۰             | ۱۰           | ۱۰                  | ۱۰                  |
| حسین‌آباد       | بخش مرکزی شهرستان جغتای | کهنه            | ۲۰۰۰           | ۷۰             | ۲۵           | ۳                   | ۵                   |
| حسین‌آباد       | بخش مرکزی شهرستان جغتای | جاورتن          | ۷۵۰            | ۰              | ۳            | ۱۸                  | ۳۰                  |
| حطیطه          | بخش مرکزی شهرستان جغتای | حطیطه           | ۴۸۰            | ۰              | ۸            | ۳۰                  | ۳۰                  |
| خاتون بید      | بخش مرکزی شهرستان جغتای | زرقان           | ۲۵۰            | ۰              | ۶            | ۶                   | ۳                   |
| خسروآباد       | بخش مرکزی شهرستان جغتای | ابوچناری        | ۱۰۰۰           | ۵۲             | ۱۵           | ۱۷                  | ۱۵                  |
| خسروان         | بخش مرکزی شهرستان جغتای | ابوچناری        | ۸۰۰            | ۲۰             | ۱۵           | ۸                   | ۲۵                  |
| درویش          | بخش مرکزی شهرستان جغتای | گفت             | ۳۰۰۰           | ۰              | ۸            | ۵                   | ۱۰                  |
| دلیری          | بخش مرکزی شهرستان جغتای | جاورتن          | ۷۵۰            | ۰              | ۶            | ۱۰                  | ۱۵                  |
| دی آب          | بخش مرکزی شهرستان جغتای | جغتای           | ۰              | ۰              | ۷            | ۱۰                  | ۲۰                  |
| رضاخان         | بخش مرکزی شهرستان جغتای | زمند            | ۳۸۰            | ۰              | ۷            | ۵                   | ۸                   |
| ره روا         | بخش مرکزی شهرستان جغتای | زرقان           | ۳۰۰            | ۲۰             | ۱۵           | ۲۰                  | ۱۰                  |
| روستا          | بخش مرکزی شهرستان جغتای | فریمانه         | ۵۰۰            | ۳۰             | ۱۵           | ۱۵                  | ۲۰                  |
| روستا          | بخش مرکزی شهرستان جغتای | گفت             | ۵۰۰            | ۱۰             | ۲۰           | ۱۰                  | ۲۵                  |
| روستا          | بخش مرکزی شهرستان جغتای | گفت             | ۱۵۰۰           | ۲۰             | ۲۰           | ۱۰                  | ۳۰                  |
| سراب           | بخش مرکزی شهرستان جغتای | زرقان           | ۱۰۰            | ۲              | ۲۰           | ۴                   | ۱۰                  |
| سورتی          | بخش مرکزی شهرستان جغتای | جبله            | ۵۰۰            | ۱۰             | ۱۲           | ۲۰                  | ۱۰                  |
| سیدآباد        | بخش مرکزی شهرستان جغتای | جبله            | ۱۰۰۰           | ۱۰             | ۱۲           | ۱۰                  | ۵                   |
| سیناوی         | بخش مرکزی شهرستان جغتای | گفت             | ۵۵۰            | ۰              | ۸            | ۱۵                  | ۳۰                  |
| شاخ صبر        | بخش مرکزی شهرستان جغتای | حطیطه           | ۵۰۰            | ۳۰             | ۱۰           | ۱۰                  | ۴                   |
| شاه پسند       | بخش مرکزی شهرستان جغتای | جبله            | ۳۰۰            | ۱۲             | ۱۵           | ۳                   | ۷                   |
| شاوتی          | بخش مرکزی شهرستان جغتای | ابوچناری        | ۱۲۰۰           | ۲۵             | ۲۵           | ۸                   | ۲۵                  |
| شبات           | بخش مرکزی شهرستان جغتای | ابوچناری        | ۱۰۰۰           | ۲۵             | ۲۰           | ۸                   | ۲۵                  |
| شیروای         | بخش مرکزی شهرستان جغتای | گفت             | ۲۰۰            | ۸              | ۱۲           | ۱۰                  | ۱۰                  |
| صاحب‌آباد       | بخش مرکزی شهرستان جغتای | جغتای           | ۷۵۰            | ۰              | ۵            | ۲۰                  | ۴۰                  |
| صالح‌آباد       | بخش مرکزی شهرستان جغتای | حیله            | ۱۱۰            | ۰              | ۵            | ۲                   | ۲                   |
| صبرسنگ         | بخش مرکزی شهرستان جغتای | ارگ             | ۲۵۰            | ۰              | ۸            | ۵                   | ۵                   |
| صبرسنگ         | بخش مرکزی شهرستان جغتای | زرقان           | ۷۲۰            | ۰              | ۸            | ۱۵                  | ۱۸                  |
| صبرق           | بخش مرکزی شهرستان جغتای | زرقان           | ۲۳۰            | ۰              | ۷            | ۶                   | ۳                   |
| صفیه           | بخش مرکزی شهرستان جغتای | اآباد           | ۳۰۰۰           | ۵۰             | ۳۰           | ۲۰                  | ۲۵                  |
| عروس کش        | بخش مرکزی شهرستان جغتای | دستوران         | ۲۰۰            | ۱۰             | ۱۰           | ۳۵                  | ۱۳                  |
| علی چارچی      | بخش مرکزی شهرستان جغتای | زمند            | ۳۱۰            | ۰              | ۸            | ۵                   | ۱۰                  |
| علی چارچی      | بخش مرکزی شهرستان جغتای | زمند            | ۳۲۰            | ۰              | ۶            | ۱۰                  | ۲۰                  |
| علیخان         | بخش مرکزی شهرستان جغتای | زمند            | ۲۷۰            | ۰              | ۸            | ۵                   | ۷                   |
| علی‌آباد        | بخش مرکزی شهرستان جغتای | جبله            | ۲۰۰            | ۱۰             | ۸            | ۱۵                  | ۶                   |
| قارزی          | بخش مرکزی شهرستان جغتای | جغتای           | ۱۵۰۰           | ۲۰             | ۲۶           | ۳۵                  | ۱۵۰                 |
| قدرت‌آباد       | بخش مرکزی شهرستان جغتای | ارگ             | ۲۸۰            | ۰              | ۳            | ۱۰                  | ۵                   |
| قربانعلی       | بخش مرکزی شهرستان جغتای | جغتای           | ۵۵۰            | ۰              | ۸            | ۱۰                  | ۲۰                  |
| قربانعلی       | بخش مرکزی شهرستان جغتای | ابوچناری        | ۲۰۰            | ۰              | ۷            | ۱۰                  | ۷                   |
| قره قاچ        | بخش مرکزی شهرستان جغتای | دستوران         | ۱۵۰۰           | ۲۰             | ۳۰           | ۵                   | ۲۵                  |
| قنات ده        | بخش مرکزی شهرستان جغتای | جاورتن          | ۷۵۰            | ۰              | ۳            | ۲۰                  | ۳۵                  |
| قنات ده        | بخش مرکزی شهرستان جغتای | شادمان          | ۲۸۰            | ۰              | ۸            | ۱۰                  | ۲۰                  |
| قنات ده        | بخش مرکزی شهرستان جغتای | اآباد           | ۸۵۴            | ۰              | ۳            | ۶۰                  | ۱۱۰                 |
| قنات روستا     | بخش مرکزی شهرستان جغتای | جبله            | ۳۴۰            | ۰              | ۸            | ۶                   | ۱۲                  |
| قنات چشمه      | بخش مرکزی شهرستان جغتای | جغتای           | ۵۷۰            | ۰              | ۷            | ۱۰                  | ۲۰                  |
| مخلوطی         | بخش مرکزی شهرستان جغتای | زمند            | ۷۰۰            | ۰              | ۶            | ۱۵                  | ۳۰                  |
| مرکزخدمات      | بخش مرکزی شهرستان جغتای | کهنه            | ۳۵۰            | ۱۸             | ۰            | ۲                   | ۲۰                  |
| ملک‌آباد        | بخش مرکزی شهرستان جغتای | جغتای           | ۴۵۰۰           | ۳۵             | ۳۰           | ۳                   | ۸                   |
| منانوجوی       | بخش مرکزی شهرستان جغتای | ارگ             | ۴۵۰            | ۰              | ۶            | ۲۵                  | ۳۲                  |
| مهندس‌آباد      | بخش مرکزی شهرستان جغتای | زمند            | ۴۵۰            | ۱۵             | ۱۱           | ۵                   | ۴                   |
| میان دره       | بخش مرکزی شهرستان جغتای | زمند            | ۷۵۰            | ۰              | ۶            | ۲۵                  | ۳۵                  |
| میرزاعلی       | بخش مرکزی شهرستان جغتای | ابوچناری        | ۷۰۰            | ۱۸             | ۲۰           | ۸                   | ۲۵                  |
| میرعباس        | بخش مرکزی شهرستان جغتای | جغتای           | ۲۰۰۰           | ۷۰             | ۱۵           | ۱۵                  | ۴۵                  |
| ناوی           | بخش مرکزی شهرستان جغتای | جغتای           | ۱۵۰۰           | ۳۰             | ۱۶           | ۱۵                  | ۳۰                  |
| نخ آب          | بخش مرکزی شهرستان جغتای | گفت             | ۴۰۰            | ۰              | ۷            | ۱۳                  | ۲۰                  |
| نوآسیاب        | بخش مرکزی شهرستان جغتای | جاورتن          | ۷۵۰            | ۰              | ۳            | ۱۰                  | ۱۵                  |
| نیلان          | بخش مرکزی شهرستان جغتای | جغتای           | ۳۰۰            | ۵              | ۰            | ۱۵                  | ۴۵                  |
| هودیان         | بخش مرکزی شهرستان جغتای | جغتای           | ۷۰۰            | ۱۵             | ۲۵           | ۲۵                  | ۱۵۰                 |
| ورازبیشه       | بخش مرکزی شهرستان جغتای | ارگ             | ۴۷۰            | ۰              | ۶            | ۳۰                  | ۳۱                  |
| ولی‌آباد        | بخش مرکزی شهرستان جغتای | ارگ             | ۳۰۰            | ۰              | ۳            | ۱۰                  | ۹                   |
| پائین قلعه     | بخش مرکزی شهرستان جغتای | کهنه            | ۲۰۰۰           | ۳۰             | ۲۰           | ۱۰                  | ۳۰                  |
| پیرقلی         | بخش مرکزی شهرستان جغتای | حیله            | ۱۱۰            | ۰              | ۹            | ۲                   | ۳                   |
| چشمه           | بخش مرکزی شهرستان جغتای | دستوران         | ۲۵۰            | ۵              | ۱۰           | ۷                   | ۲۵                  |
| چشمه خان       | بخش مرکزی شهرستان جغتای | گفت             | ۲۸۰            | ۰              | ۴            | ۵                   | ۱۰                  |
| چغدر           | بخش مرکزی شهرستان جغتای | جبله            | ۵۰۰            | ۸              | ۸            | ۱۰                  | ۱۰                  |
| چنار           | بخش مرکزی شهرستان جغتای | جغتای           | ۶۰۰            | ۰              | ۸            | ۱۰                  | ۲۰                  |
| چنار دوزی      | بخش مرکزی شهرستان جغتای | کهنه            | ۱۷۵            | ۰              | ۶            | ۱۰                  | ۱۵                  |
| چنارچشمه       | بخش مرکزی شهرستان جغتای | دستوران         | ۲۰۰۰           | ۵۰             | ۲۰           | ۲۰                  | ۴۵                  |
| چنده کمالی     | بخش مرکزی شهرستان جغتای | جبله            | ۳۰۰            | ۱۰             | ۰            | ۳۰                  | ۳                   |
| کته            | بخش مرکزی شهرستان جغتای | زمند            | ۱۰۰۰           | ۶              | ۰            | ۳۵                  | ۱۰۰                 |
| کجاشان         | بخش مرکزی شهرستان جغتای | زمند            | ۱۰             | ۱۰             | ۱۰           | ۶                   | ۰                   |
| کردان          | بخش مرکزی شهرستان جغتای | کهنه            | ۱۷۰            | ۰              | ۳            | ۵                   | ۱۰                  |
| کردو           | بخش مرکزی شهرستان جغتای | دستوران         | ۴۰۰            | ۴۰             | ۱۰           | ۲۰                  | ۱۵                  |
| کریر           | بخش مرکزی شهرستان جغتای | جبله            | ۵۰۰            | ۱۰             | ۱۸           | ۱۰                  | ۱۰                  |
| کلاته آخوند    | بخش مرکزی شهرستان جغتای | دستوران         | ۳۹۰            | ۰              | ۷            | ۱۰                  | ۲۰                  |
| کلاته اعلا’    | بخش مرکزی شهرستان جغتای | گفت             | ۶۰۰            | ۲۵             | ۱۵           | ۱۰                  | ۱۰                  |
| کلاته بالا     | بخش مرکزی شهرستان جغتای | زرقان           | ۳۵۰            | ۱۰             | ۱۰           | ۲۰                  | ۱۰                  |
| کلاته بچه غلام | بخش مرکزی شهرستان جغتای | زرقان           | ۴۰۰            | ۰              | ۳            | ۱۰                  | ۱۲                  |
| کلاته حاج علی  | بخش مرکزی شهرستان جغتای | دستوران         | ۳۰۰            | ۱۰             | ۸            | ۱۰                  | ۱۰                  |
| کلاته حاجی     | بخش مرکزی شهرستان جغتای | دستوران         | ۴۰۰            | ۱۵             | ۱۵           | ۲۰                  | ۱۰                  |
| کلاته خان      | بخش مرکزی شهرستان جغتای | جغتای           | ۵۵۰            | ۰              | ۸            | ۱۰                  | ۲۰                  |
| کلاته دلبری    | بخش مرکزی شهرستان جغتای | جاورتن          | ۷۲۰            | ۰              | ۸            | ۱۰                  | ۲۰                  |
| کلاته ذوالفقا  | بخش مرکزی شهرستان جغتای | گفت             | ۲۰۰            | ۸              | ۱۵           | ۵                   | ۳                   |
| کلاته سردر     | بخش مرکزی شهرستان جغتای | زمند            | ۳۰۰            | ۰              | ۵            | ۵                   | ۱۰                  |
| کلاته سرهنگ    | بخش مرکزی شهرستان جغتای | دستوران         | ۱۰۰۰           | ۲۵             | ۱۲           | ۱۵                  | ۲۰                  |
| کلاته شهیر     | بخش مرکزی شهرستان جغتای | زمند            | ۳۰۰            | ۱۰             | ۱۰           | ۱                   | ۲                   |
| کلاته شیر      | بخش مرکزی شهرستان جغتای | فریمانه         | ۲۰۰۰           | ۳۵             | ۱۵           | ۵                   | ۰                   |
| کلاته طلا      | بخش مرکزی شهرستان جغتای | گفت             | ۱۰۰۰           | ۲۰             | ۲۵           | ۱۰                  | ۸۰                  |
| کلاته علی      | بخش مرکزی شهرستان جغتای | زرقان           | ۲۰۰            | ۱۵             | ۱۰           | ۱۰                  | ۷                   |
| کلاته غایب     | بخش مرکزی شهرستان جغتای | زرقان           | ۲۰۰            | ۳              | ۷            | ۷                   | ۵                   |
| کلاته قاسم     | بخش مرکزی شهرستان جغتای | گفت             | ۱۵۰            | ۱۰             | ۱۵           | ۱۵                  | ۵                   |
| کلاته محمد     | بخش مرکزی شهرستان جغتای | جبله            | ۵۰۰            | ۸              | ۱۰           | ۳۰                  | ۱۰                  |
| کلاته محمد     | بخش مرکزی شهرستان جغتای | دستوران         | ۵۰۰            | ۱۵             | ۱۵           | ۱۰                  | ۱۰                  |
| کلاته نورمحمدی | بخش مرکزی شهرستان جغتای | دستوران         | ۴۵۰            | ۰              | ۸            | ۱۵                  | ۳۵                  |
| کلاته پائین    | بخش مرکزی شهرستان جغتای | زرقان           | ۴۰۰            | ۰              | ۷            | ۱۰                  | ۷                   |
| کلاته چناوردی  | بخش مرکزی شهرستان جغتای | ابوچناری        | ۸۰۰            | ۵۰             | ۲۵           | ۴                   | ۱۰                  |
| کلاته کوه      | بخش مرکزی شهرستان جغتای | جغتای           | ۶۰۰            | ۰              | ۵            | ۱۰                  | ۲۰                  |
| کلاته گدا      | بخش مرکزی شهرستان جغتای | حطیطه           | ۴۰۰            | ۲۰             | ۱۲           | ۲۰                  | ۱۰                  |
| کهروا          | بخش مرکزی شهرستان جغتای | حطیطه           | ۳۰۰            | ۰              | ۳            | ۱۵                  | ۱۵                  |
| کهنه           | بخش مرکزی شهرستان جغتای | کهنه            | ۱۸۰            | ۰              | ۲            | ۸                   | ۱۰                  |
| کهنه           | بخش مرکزی شهرستان جغتای | کهنه            | ۱۸۲            | ۰              | ۳            | ۵                   | ۵                   |
| کور            | بخش مرکزی شهرستان جغتای | زرقان           | ۱۷۰            | ۰              | ۵            | ۴                   | ۲                   |
| کوچک یررقعی    | بخش مرکزی شهرستان جغتای | دستوران         | ۵۰۰            | ۲۵             | ۱۰           | ۱۰                  | ۱۵                  |
| گازاران        | بخش مرکزی شهرستان جغتای | دستوران         | ۵۰۰            | ۳۰             | ۱۰           | ۲۰                  | ۱۰                  |
| گاو ریزه       | بخش مرکزی شهرستان جغتای | جبله            | ۵۰۰            | ۱۰             | ۱۰           | ۱۰                  | ۱۰                  |
| گاوریزه        | بخش مرکزی شهرستان جغتای | جبله            | ۵۰۰            | ۲۵             | ۲۰           | ۹۰                  | ۲۵                  |
| گرماسی         | بخش مرکزی شهرستان جغتای | زمند            | ۲۸۰            | ۰              | ۵            | ۵                   | ۱۰                  |
| گروانی         | بخش مرکزی شهرستان جغتای | جبله            | ۳۰۰            | ۱۵             | ۱۵           | ۵                   | ۳                   |
| گزده بالا      | بخش مرکزی شهرستان جغتای | شادمان          | ۲۵۰            | ۰              | ۱۰           | ۷                   | ۱۵                  |
| گزده پائین     | بخش مرکزی شهرستان جغتای | شادمان          | ۱۰۵            | ۰              | ۹            | ۳                   | ۳                   |
| گل گوئی        | بخش مرکزی شهرستان جغتای | جبله            | ۵۰۰            | ۱۰             | ۱۰           | ۱۰                  | ۲                   |
| گنداب          | بخش مرکزی شهرستان جغتای | دستوران         | ۴۰۰            | ۳۰             | ۱۲           | ۲۰                  | ۱۰                  |
| گنداره         | بخش مرکزی شهرستان جغتای | جاورتن          | ۷۵۰            | ۰              | ۷            | ۱۰                  | ۱۵                  |
| گندمی          | بخش مرکزی شهرستان جغتای | دستوران         | ۴۵۰            | ۰              | ۸            | ۱۵                  | ۳۰                  |
| گیروانی        | بخش مرکزی شهرستان جغتای | حیله            | ۱۰۵            | ۰              | ۸            | ۲                   | ۴                   |
| گیووانلو       | بخش مرکزی شهرستان جغتای | دستوران         | ۸۰۰            | ۳۰             | ۱۱           | ۲۰                  | ۲۵                  |
| گیچه قلی       | بخش مرکزی شهرستان جغتای | دستوران         | ۵۵۰            | ۰              | ۵            | ۱۰                  | ۲۵                  |
| یوسف‌آباد       | بخش مرکزی شهرستان جغتای | جغتای           | ۳۵۰۰           | ۲۰             | ۱۸           | ۱۵                  | ۰                   |